# Lylian Lebreton
Lylian Lebreton, né le 6 janvier 1972 à Nantes, est un coureur cycliste français. Professionnel de 1994 à 2002, il a remporté le Grand Prix de l'Amitié 1994. Il a participé aux championnats du monde de cyclisme sur route de 1995 et 1996 avec l'équipe de France et à deux Tours de France (1997 et 1998). En 2010, il est devenu directeur sportif de l'équipe continentale professionnelle Sojasun. À la suite de l’arrêt de cette équipe à la fin de la saison 2013, il devient directeur sportif de l'équipe Europcar qui devient par la suite Direct Énergie.

## Palmarès

### Palmarès amateur
- 1991
  - Circuit du Mené :
    - Classement général
    - 2e étape

  - 3e du Tour de la Dordogne
- 1992
  - Grand Prix Rustines
  - Trois Jours de Cherbourg :
    - Classement général
    - 1re étape
- 1993
  - 2e étape du Tour d'Auvergne
  - Ronde mayennaise
  - 3e des Boucles des Côtes de Saint-Mont

### Palmarès professionnel
| - 1994 - Tour de l'Ain : - Classement général - 1re étape - 3e du Tour du Limousin - 1995 - 3e du Tour du Vaucluse | - 1997 - 11e étape du Tour du Chili - 3e de la Polymultipliée lyonnaise - 3e du Tour de l'Avenir - 2001 - 2e du Prix Xavier Louarn |  |

### Résultats sur les grands tours

#### Tour de France
2 participations
- 1998 : 41e
- 1999 : 51e

#### Tour d'Italie
2 participations
- 1996 : abandon
- 1997 : 68e

#### Tour d'Espagne
1 participation
- 1996 : abandon